# Marinai in coperta
Marinai in coperta è un film italiano del 1967 diretto da Bruno Corbucci.

## Trama
Antonio non ha voglia né bisogno di lavorare essendo di famiglia ricca: il suo sogno è quello di diventare un cantante di successo, ma è in età di leva militare e gli arriva la chiamata alle armi nella Marina Militare.
Durante il servizio militare fa amicizia con Lucio, anch'egli di ricca famiglia, e con Ferruccio, che spera di vincere la causa sull'eredità di sua moglie, con cui sarebbe stato sposato soltanto per pochi istanti.
Ferruccio perde la causa, ma trova l'amore; Lucio compra un bar oltre a fidanzarsi con una ragazza di Portovenere; Antonio prende il nome d'arte di Tony Raimondi e riesce a firmare un importante contratto con una casa discografica e ad apparire in televisione.

## Luoghi delle riprese
Le riprese esterne sono state svolte a La Spezia, Portovenere e sull'incrociatore lanciamissili Doria ormeggiata al Varignano.